# Darkest Dungeon II
Darkest Dungeon II (укр. Найтемніше підземелля II) — рольова відеогра 2023 року, розроблена Red Hook Studios, продовження Darkest Dungeon (2016). Гра була випущена Red Hook Studios у ранньому доступі для Microsoft Windows у жовтні 2021 року. Вихід повної версії відбувся 8 травня 2023 року.

## Ігровий процес
Як і попередник, Darkest Dungeon II є рольовою відеогрою з елементами roguelike. У грі представлено кілька персонажів, кожен з них має унікальні вміння. Гравці можуть екіпірувати цих персонажів спорядженням та бойовими предметами. Гравець керує диліжансом, який є основним способом навігації у світі гри. Кінцева мета - досягти гори, яка є джерелом зла, що охопило світ. Досліджуючи світ, гравець стикатиметься з різними цікавими місцями та ворогами. Бій у грі є покроковим. Також, подорожуючи ігровим світом, можна натрапити на Храми, де можна дізнатися більше про передісторію персонажів гри.
У міру просування персонажів у грі рівень їх стресу зростає. Під час сильного стресу вони зазнають виснажливого розладу під час бою, що призведе до значного погіршення здоров’я та набуття негативних рис. Крім того, високий рівень стресу вплине на стосунки між персонажами гри. Якщо персонаж дружить з іншим, він отримає додаткові ігрові переваги. Однак, якщо персонажі мають ворожі стосунки, один може завадити іншому використати свої навички та збільшити рівень стресу один для одного. Гравці можуть відвідати лікарню, щоб усунути погані риси характеру. Якщо член команди помирає, інший приєднується до команди гравця, коли він досягає трактиру. Це також місце, де гравці можуть знизити рівень стресу персонажів і покращити динаміку команди. Однак перебування в заїжджому дворі також збільшить Ненависть, характеристику, яка вказує на всепоглинальне зло світу. Полум'я на диліжансі символізує надію команди. Команда гравця постраждає від штрафів, коли полум'я згасне. Коли забіг закінчується, рейтинг профілю підвищуватиметься, що відкриватиме нових персонажів і предмети для використання гравцями в наступних забігах.

## Розробка
Хоча в грі використовуватиметься вдосконалена версія бойової системи з першої частини, студія заявила про свій намір запропонувати зовсім інший досвід, включаючи перехід від 2D до 3D-графіки за допомогою Unity. У грі планується показати природу зла, що з’являється у світі, крім того, що гравці бачили в маєтку з першої гри. Щоб завершити продовження, Red Hook вже розширили свою команду з 5 розробників оригінальної гри до 14 і потенційно більше. Композитор Стюарт Чатвуд, оповідач Вейн Джун і команда звукових дизайнерів Power Up Audio продовжуватимуть підтримувати роботу над продовженням.
Red Hook анонсував Darkest Dungeon 2 у лютому 2019 року. Red Hook планує знову використовувати ранній доступ для продовження, оскільки відгуки гравців були важливими для розробки першої гри. Продовження було випущено в ранньому доступі в Epic Games Store 26 жовтня 2021 року для Windows. У день раннього випуску гри було продано 100 000 копій. Консольні версії зараз знаходяться в розробці.